# (72671) 2001 FS52
(72671) 2001 FS52 – planetoida z pasa głównego asteroid okrążająca Słońce w ciągu 4,43 lat w średniej odległości 2,69 j.a. Odkryta 18 marca 2001 roku.